# Kiveton Park
Kiveton Park – wieś w Anglii, w hrabstwie ceremonialnym South Yorkshire, w dystrykcie metropolitalnym Rotherham. Leży 15 km na wschód od miasta Sheffield i 218 km na północ od Londynu.